# Diocesi di Otro
La diocesi di Otro (in latino Dioecesis Otroëna) è una sede soppressa del patriarcato di Costantinopoli e una sede titolare della Chiesa cattolica.

## Storia
Otro, identificabile con Çorhisar nell'odierna Turchia, è un'antica sede episcopale della provincia romana della Frigia Salutare nella diocesi civile di Asia. Faceva parte del patriarcato di Costantinopoli ed era suffraganea dell'arcidiocesi di Sinnada.
La diocesi è documentata nelle Notitiae Episcopatuum del patriarcato di Costantinopoli fino al XII secolo.
Diversi sono i vescovi documentati di Otro. Il primo è Zotico, vissuto nella seconda metà del II secolo, documentato da Apollinare Claudio di Gerapoli. Basilio prese parte al concilio di Calcedonia del 451; tuttavia nella sessione solenne del 25 ottobre fu il suo metropolita Mariniano di Sinnada a sottoscrivere al suo posto la professione di fede. Fotino firmò gli atti del sinodo di Costantinopoli convocato nel 459 dal patriarca Gennadio contro i simoniaci. Giorgio sottoscrisse gli atti del concilio in Trullo nel 691/92. Stefano era un semplice prete in rappresentanza della sede di Otro al secondo concilio di Nicea nel 787; durante il concilio ottenne il titolo di hypopsèphios, ossia di vescovo eletto. Michele partecipò al concilio di Costantinopoli dell'879-880 che riabilitò il patriarca Fozio di Costantinopoli. Infine un epitaffio ha documentato l'esistenza verso la metà dell'XI secolo del vescovo Leone, morto il 9 febbraio 1059.
Dal 1933 Otro è annoverata tra le sedi vescovili titolari della Chiesa cattolica; la sede è vacante dal 22 aprile 1995.

## Cronotassi

### Vescovi greci
- Zotico † (seconda metà del II secolo)
- Basilio † (menzionato nel 451)
- Fotino † (menzionato nel 459)
- Giorgio † (prima del 691 - dopo il 692)
- Stefano † (787 - ?)
- Michele † (menzionato nell'879)
- Leone † (? - 9 febbraio 1059 deceduto)

### Vescovi titolari
- Charles Joseph Lemaire, M.E.P. † (11 luglio 1939 - 22 aprile 1995 deceduto)